# ژوپانوویتسه (ناحیه پریبرام)
ژوپانوویتسه (به چکی: Županovice) یک منطقهٔ مسکونی در جمهوری چک است که در ناحیه پریبرام واقع شده‌است.